# Óscar López Martínez
Óscar López Martínez (València, 2 de maig de 1984) és un futbolista professional valencià, que ocupa la posició de defensa.

## Trajectòria
Destaca al Benidorm CD i al filial del Vila-real CF. Amb el primer equip groguet arriba a disputar la Copa Intertoto i un partit de primera divisió de la campanya 05/06.
L'estiu del 2007 retorna al conjunt benidormer.
La temporada 2010-11 va jugar al CE Dénia.